# طلال بن عبدالله
طَلال ابن عبدالله (زاده ۲۶ فوریه ۱۹۰۹ میلادی در مکه – درگذشته ۷ ژوئیه ۱۹۷۲ میلادی) دومین پادشاه کشور اردن بود.
تحصیلات او در مدرسه نظامی سلطنتی سندهرست انگلستان بود. پس از اینکه پدرش عبدالله بن الحسین (عبدالله اول) در بیت المقدس به دست یک فلسطینی کشته شد از ۲۰ ژوئیه ۱۹۵۱ جانشین او شد.
ملک طلال در سال ۱۹۵۲ به علت روان‌پریشی از پادشاهی کنار گذاشته شد و در سال ۱۹۷۲ درگذشت.